# Millennium (Zeitschrift)
Millennium. Jahrbuch zu Kultur und Geschichte des ersten Jahrtausends n. Chr. / Millennium. Yearbook on the Culture and History of the First Millennium C.E. ist eine altertumswissenschaftliche Fachzeitschrift, die vom Verlag Walter de Gruyter verlegt wird und seit 2004 jährlich erscheint.
Die Zeitschrift ist explizit interdisziplinär, überregional und epochenübergreifend ausgerichtet. Berücksichtigt werden ganz unterschiedliche Themenbereiche von der Antike, hier vor allem der Spätantike, bis ins Mittelalter. Behandelt werden nicht nur historische, sondern ebenso philosophische, theologische und literaturwissenschaftliche Themen. Oft behandeln mehrere Artikel in den einzelnen Jahrbüchern ein bestimmtes Schwerpunktthema. Die meisten Beiträge sind in deutscher Sprache verfasst, einige aber auch in Englisch, Französisch und Italienisch. Buchbesprechungen werden nicht vorgenommen. Herausgeber sind zurzeit Wolfram Brandes, Alexander Demandt, Helmut Krasser, Peter von Möllendorff, Dennis Pausch, Rene Pfeilschifter und Karla Pollmann.
Ebenfalls bei de Gruyter erscheinen seit 2004 die Millennium-Studien. Studien zu Kultur und Geschichte des ersten Jahrtausends n. Chr / Millennium Studies. Studies in the Culture and History of the First Millennium C.E. Es handelt sich um monographische Studien zu unterschiedlichen Einzelaspekten aus den von den Herausgeberinnen und Herausgebern repräsentierten Disziplinen, beispielsweise zu Autoren wie Plutarch oder Nonnos (Gräzistik), zu kaiserzeitlicher Epik (Latinistik), zur Sozialgeschichte der ersten nachchristlichen Jahrhunderte (Alte Geschichte), zu kulturellen Kontinuitäten in der Spätantike (Byzantinistik) und zu religiösen Konflikten in der Spätantike und der Entwicklung des Christentums (Religionswissenschaft).
Das Bundesministerium für Bildung und Forschung bewilligte Anfang 2021 ein gemeinschaftliches Projekt des Propylaeum Fachinformationsdienstes Altertumswissenschaften, der Bayerischen Staatsbibliothek und des Verlags Walter de Gruyter zur Förderung des „freien digitalen Zugang[s] zu altertumswissenschaftlicher Fachliteratur“. In der Folge wurden die bereits erschienenen Bände der Millennium-Studien frei im Internet verfügbar gemacht, ebenso sind die in den Jahren 2021 und 2022 erscheinenden Titel – neben der Publikation in gedruckter Form – auch im Open Access erhältlich.